# Andy Clyde
Andrew "Andy" Clyde (25 de marzo de 1892 - 18 de mayo de 1967) fue un actor cinematográfico y televisivo cuya carrera se expandió a lo largo de cuatro décadas. Se inició en el cine mudo en 1925 como cómico de Mack Sennett. La maestría de Clyde para el maquillaje le dio versatilidad en los personajes, pudiendo interpretar desde un joven rufián y sucio hasta viejos científicos excéntricos.

## Biografía
Nacido en Blairgowrie, Perthshire (Escocia), Clyde interpretaba un viejo en sus cortos cómicos, los cuales lo dieron a conocer. Con este personaje empezó su trayectoria en el cortometraje, y este disfraz perduró a lo largo de su carrera evolucionando con él. La serie de comedias de Clyde con Columbia Pictures se inició en 1934 y continuó hasta 1956. Fue el comediante en nómina de la Columbia que perduró más tiempo, a excepción de Los tres chiflados.
Andy Clyde fue también actor en el cine; por ejemplo, interpretó a un triste cartero provinciano en la película de Katharine Hepburn The Little Minister (Sangre gitana) y al compañero borrachín de Charles Coburn en The Green Years (Los verdes años). En los años cuarenta fue interviniendo cada vez más en el género de aventuras y en el western. Clyde es recordado por sus papeles de compañero cómico, usualmente junto a William Boyd en la serie de películas de Hopalong Cassidy, o junto a Whip Wilson en westerns de bajo presupuesto de la compañía Monogram haciendo el papel de Winks.
La última película de Clyde se estrenó en salas comerciales en 1956. A partir de entonces trabajó en televisión, en series como Lassie (CBS) o The Real McCoys, de la ABC. En esta última fue el contraste al legendario Walter Brennan, interpretando al amistoso vecino "George McMichael". La popular actriz Madge Blake actuaba como la hermana ficticia de Clyde, "Flora McMichael". Clyde siguió trabajando en televisión hasta su muerte, a los 75 años. Estuvo casado con la actriz Elsie Tarron.
Clyde tiene una estrella en el Paseo de la Fama de Hollywood, en el 6760 de Hollywood Boulevard, por su actividad cinematográfica.
Andy Clyde falleció en 1967 en Los Ángeles, California, por causas naturales y fue enterrado en el Cementerio Forest Lawn Memorial Park de Glendale (California).